# فولفغانغ كيلينج
فولفغانغ كيلينج (بالألمانية: Wolfgang Killing)‏ هو منافس ألعاب قوى ألماني، ولد في 12 فبراير 1953 في رادهفورمفالد في ألمانيا.

## وصلات خارجية
- فولفغانغ كيلينج على موقع أوليمبيديا (الإنجليزية)